# Prehn Peninsula
Prehn Peninsula är en udde i Antarktis. Den ligger i Västantarktis. Argentina, Chile och Storbritannien gör anspråk på området.
Terrängen inåt land är huvudsakligen kuperad, men norrut är den platt. Terrängen runt Prehn Peninsula sluttar norrut. Trakten är obefolkad. Det finns inga samhällen i närheten.